# 이스라엘의 국제적 승인

이스라엘
이스라엘을 독립 국가로 승인한 국가
이스라엘을 독립 국가로 승인했다가 나중에 철회한 국가
이스라엘과의 외교 관계를 중단 또는 단절했으나 여전히 이스라엘을 독립 국가로 승인하고 있는 국가
이스라엘을 독립 국가로 승인한 적이 없는 국가

이스라엘의 국제적 승인은 이스라엘이라는 국가를 정식으로 승인한 국가들을 가리키는 용어이다. 현재 이스라엘에 대해서는 총 28개 유엔 회원국이 이스라엘을 승인하지 않고 있는데 대부분이 아랍 세계, 이슬람 세계 국가이다. 이들은 이스라엘-팔레스타인 분쟁, 아랍-이스라엘 분쟁을 이유로 이스라엘을 승인하지 않고 있다. 28개국을 제외한 나머지 국가들은 이스라엘을 국가로 승인하고 있으며 극소수 국가를 제외하고는 이스라엘과의 외교 관계도 갖고 있다.

## 이스라엘을 독립 국가로 인정하지 않는 유엔 회원국
- 이란
- 시리아
- 레바논
- 사우디아라비아
- 이라크
- 쿠웨이트
- 카타르
- 오만
- 예멘
- 인도네시아
- 말레이시아
- 브루나이
- 아프가니스탄
- 파키스탄
- 방글라데시
- 몰디브
- 쿠바
- 조선민주주의인민공화국
- 베네수엘라
- 알제리
- 튀니지
- 리비아
- 니제르
- 말리
- 모리타니
- 지부티
- 소말리아
- 코모로

## 같이 보기
- 이스라엘의 대외 관계
- 팔레스타인의 국제적 승인
- 미승인 국가 목록